# Шихи (деревня)
Шихи — деревня в Вилегодском муниципальном округе Архангельской области.

## География
Находится в юго-восточной части Архангельской области на расстоянии приблизительно 41 км на северо-восток по прямой от административного центра района села Ильинско-Подомское на правом берегу реки Виледь.

## История
Образовалась около 1890 года, когда житель деревни Ивановской Павел Андреевич Тропников переехал за реку и поселился на выбранное им место. До 2020 года входила в состав Селянского сельского поселения до его упразднения.

## Население
Численность населения: 5 человек (русские 100 %) в 2002 году, 3 в 2010.